# 高維嶽
高 維嶽（こう いがく）は、中華民国の軍人。北京政府、奉天派に属する。字は子欽。

## 事跡
東北講武堂を卒業後、奉天で軍務につく。1912年（民国元年）、第27師参謀長に就任した。その後、団長、旅長を歴任する。
1925年（民国14年）、東北陸軍第7師師長に昇進し、同年11月には第8軍副軍長となった。1926年（民国15年）、安国軍第3、4方面軍団第9軍軍長に昇進する。同年8月、署察哈爾都統となる。張作霖死後の1927年（民国16年）8月、正式に都統に就任した。この年には、奉天軍京綏前線副総指揮もつとめている。
張学良の易幟の後、高維嶽も国民政府に転じる。しかし、遼寧省政府委員、東北辺防長官公署軍事参議官、軍事参議院参議、同代理院長など、軍事指揮権を直接握る職にはついていない。日中戦争勃発後、北平に寓居した。親日政権への協力も要請されたが、これは拒絶している。
1938年（民国27年）、死去。享年64。